# Амигуруми
Амигуруми (јапански: 編みぐるみ, буквално „хеклана или плетена плишана играчка“) је јапанска уметност плетења или хеклања малих створења од пуњеног предива. Реч је сложеница јапанских речи 編み ами, што значи „хеклана или плетена“, и 包み куруми, буквално „умотавање“, као у 縫い包み нуигуруми „(шивена) плишана лутка“. Амигуруми се разликују по величини и нема ограничења у погледу величине или изгледа. Док је уметност амигурумија у Јапану позната већ неколико деценија, занат је први пут почео да се допада масама у другим земљама, посебно на Западу, 2003. године.До 2006. године, амигуруми су пријављени као неки од најпопуларнијих артикала на Етси-ју, онлајн тржишту заната, где су се обично продавали за 10 до 100 долара.

## Порекло
Према Америчком савезу за хеклање (ЦГОА), постоје ранији записи о хекланим или плетеним луткама направљеним у Кини; рани примери укључују тродимензионалне лутке рађене хеклањем.
Према Јошихиру Матушити, постоје записи (из 1185. године) о аналогним техникама у Јапану, као што је везивање иглом, техника стварања тканине која је претходила плетењу и хеклању. Током Едо периода (1603–1867), Јапан је трговао са Холанђанима и, као резултат тога, верује се да је плетење уведено као техника. Плетење је еволуирало са самурајима, који су били стручњаци у креирању одеће и украса за своју катану и зимску одећу.
Током Меиђи ере (1868–1912), Јапан је прешао из феудалног друштва у модернији модел. Такође је у том периоду започела индустријализација у земљи. Образовни модел је промењен и хиљаде студената је послато у иностранство да уче праксе са запада. Више од 3.000 западњака је ангажовано да предаје модерну науку, математику, технологију и стране језике у Јапану.
Према Даи Ватанабеу, „Жене су биле позване да подучавају западњачки ручни рад у то време.“ Она такође идентификује први пуњени хеклани мотив, локвату са гранчицама са листом и више мотива воћа, који су почели да се појављују 1920.

## Естетика
Слатки амигуруми су естетски најпопуларнији. Амигуруми се могу користити као дечије играчке, али се углавном купују или праве искључиво у естетске сврхе. Иако је амигуруми настао у Јапану, занат је постао популаран широм света.

## Техника израде
Амигуруми се могу плести, иако су обично хеклани од предива или конца, користећи основне технике хеклања (као што су једнохеклани шав, двоструко хеклање и невидљиво смањење). Амигуруми се може радити као један комад или, чешће, у деловима који су заједно сашивени или хеклани. У хеклању, амигуруми се обично раде у спиралним круговима како би се спречило "скупљање", типична карактеристика спајања кругова хеклања у пројекту. 
Хеклице или игле за плетење малог пречника се обично користе да би се постигла чврста дебљина која не дозвољава пуњењу да се види кроз тканину. Пуњење може бити стандардно пуњење од полиестера, вуне или памука, али може бити импровизовано од других материјала. Жице, као што су средства за чишћење цеви или жица за цвеће, могу се користити да би лутка постала покретна. Пластичне куглице, стаклени шљунак, па чак и камење могу се уметнути испод пуњења како би се тежина распоредила на дну фигуре.